# 3-Désoxyanthocyanidine

Structure chimique des anthocyanidines

Structure chimique de la lutéolinidine, une 3-désoxyanthocyanidine

Les 3-désoxyanthocyanidines et leurs hétérosides, les 3-désoxyanthocyanines (3-DA) sont une sous-famille des anthocyanidines, partageant le même squelette de base, mais ne possédant pas de groupe hydroxyle sur le carbone 3. 
Les 3-désoxyanthocyanidines sont des anthocyanidines jaunes qu'on trouve principalement dans des fougères et des mousses, dans le sorgho commun, et dans le maïs violet (maíz morado).
Il a été rapporté que les 3-désoxyanthocyanidines ont une couleur stable malgré le changement pH. Les 3-désoxyanthocyanidines synthétiques avec un groupe carboxylate sur le carbone 4 montrent des propriétés de colorant alimentaire inhabituellement stables à pH 7.
Dans les plantes du genre Sorghum, le gène SbF3'H2 qui code normalement une flavonoïde 3'-hydroxylase semble s'exprimer par la synthèse d'un pathogène spécifique phytoalexine de type 3-désoxyanthocyanidine, par exemple dans les interactions Sorghum-Colletotrichum.

## Exemples
On compte parmi les 3-désoxyanthocyanidines :
- l'apigéninidine
- la columnidine
- la diosmétinidine
- la lutéolinidine
- la tricétinidine